# El ladrón del arcoiris
El ladrón del arco iris (The Rainbow Thief) es una película de 1990 dirigida por Alejandro Jodorowsky y escrita por Berta Domínguez D. En ella Jodorowsky tuvo la oportunidad de trabajar con auténticas "estrellas de cine", Peter O'Toole y Omar Sharif. Christopher Lee también desempeña un breve papel.

## Sinopsis
Rudolf Von Tannen es un millonario excéntrico que no se preocupa por nadie más que por sus dálmatas. Una noche da la bienvenida a una cena a sus invitados, todos ellos relacionados con él, quienes están esperando cobrar su fortuna una vez que fallezca. Los perros son alimentados con caviar y la gente recibe huesos para comer. Esto los llena de ira. Luego llega el servicio de burdel predilecto de Rudolf, las Rainbow Girls, mujeres de grandes pechos vestidas con los colores del arcoíris. Después de bailar y salir de fiesta con ellos, Rudolf sufre un ataque al corazón que lo deja comatoso.
Los familiares se reúnen para discutir sobre la voluntad, pero ya que Rudolf está vivo pero en coma, no se puede hacer nada. Los familiares sospechan que Rudolf dejará toda su fortuna a su sobrino igualmente excéntrico, Meleagro. Meleagro llega a tiempo para escuchar la conversación y se aleja sin ser visto por su perro Chronos.
Cinco años después, Meleagro y Dima (un pequeño ladrón) viven juntos en la línea de alcantarillado. Chronos ha muerto. Juntos esperan la desaparición de Rudolf y la herencia posterior. Dima se ha propuesto robar para ganarse la vida para los dos, y aprovecha los carnavales y circos ambulantes para hacerlo. Tiene enfrentamientos frecuentes contra un cantinero (interpretado por el músico de rock inglés Ian Dury), a quien le debe grandes sumas de dinero, así como a varias personas de poca edad (un enano, un mendigo gigante y ciego) y Ambrosia, una mujer grande cuyo amor él explota por dinero.
Una noche, mientras escapa de uno de sus muchos perseguidores, lee sobre la desaparición de Rudolf y se dispone a gastar sus ahorros en una cena con Ambrosia. Sin embargo, tras una estrecha inspección del periódico, descubre que Rudolf ha dejado toda su fortuna a las Rainbow Girls, siempre que estas cuiden de sus perros. Molesto, Dima enfrenta a Meleagre, sintiéndose traicionado por él, aunque Meleagre sostiene que la fortuna que una vez prometió no era dinero u oro, sino el paraíso y la eternidad. Indignado, Dima lo abandona y decide dejarlo a él y a las alcantarillas para siempre al tomar un barco a Singapur. Sintiéndose culpable por dejar atrás a Meleagre, salta del tren y se apresura a volver a las alcantarillas, donde su amigo espera la muerte con el cadáver de su perro.
La pareja se dispuso a encontrar una salida a las inundaciones, pero no sirvió de nada. Finalmente llegan a una escalera que sube. Dima se las arregla para subir a la seguridad. Meleagre acepta felizmente su destino y se lanza a una fuerte corriente que lo arrastra. Dima trepa y se sienta catatónica en medio de la calle durante horas, sorprendida.
Al final, mientras Dima camina por los muelles, ve a Chronos muy vivos nadando en el agua. El perro y el ladrón se reúnen y caminan alegremente por el muelle, bajo un arcoíris.